# Виборче право
Виборче право — в об'єктивному сенсі;— система правових норм, що регулюють суспільні відносини, пов'язані з виборами органів держави й місцевого самоврядування. Об'єктивне виборче право регулює виборчу систему в широкому значенні. Зазвичай, предметом виборчого права вважаються пов'язані з виборами суспільні відносини, в яких прямо або опосередковано беруть участь громадяни. Предмет виборчого права України у вітчизняній юридичній науці визначається як  сукупність суспільних відносин, які пов’язані з порядком підготовки та проведення виборів до представницьких органів публічної влади в Україні через голосування виборців.

## Основні принципи
Основними принципами виборчого права у більшості країн є:
- Вибори є вільними. Людина сама вирішує йти їй на вибори чи ні, ніхто її не може примусити. Небажання громадян брати участь у виборах має назву — абсентеїзм. У деяких країнах передбачено адміністративні штрафи за небажання брати участь у виборах.

- Вибори є загальними (загальне виборче право). Мають право брати участь у виборах всі громадяни, що відповідають вимогам виборчого права держави

- Вибори є рівними (рівне виборче право). Один виборець має право 1 голосу;

- Вибори можуть бути прямими та непрямими. Прямі вибори — система, за якою виборці мають можливість прямо висловити своє ставлення до кандидата шляхом подачі голосів (Україна, Франція, Польща). Непрямі вибори — система, за якою безпосереднє право обрання кандидата належить колегії виборщиків, на праві делегування їм своїх повноважень усіма виборцями.

- Вибори є таємними. Таємне голосування — порядок подачі голосів, при якому виборець заповнює бюлетень у ізольованому приміщенні і особисто вкидає його в скриньку.

## Норми виборчого права
Норми виборчого права мають шість сутнісних рис: 1) особливий зміст; 2) установчий характер; 3) специфічність структури; 4) особливий час дії; 5) полівалентний характер; 6) особливий суб’єктний склад. Виборче право України містить досить велику кількість норм, які також відрізняються одна від одної за різними ознаками. Кожен вид виборчих норм має свій специфічний зміст та особливе призначення у виборчому праві України.

## В сенсі реалізації голосу
- Пряме виборче право — безпосередня участь громадянина в виборах для обрання органів влади
- Непряме виборче право — опосередковане право громадянина, коли інтереси виборців реалізуються раніше обраними ними представниками до органу влади

## В суб'єктивному сенсі
- Активне виборче право — право громадян голосувати на виборах (обирати). Вік надання активного виборчого права звичайно встановлюється конституцією. В Україні активне виборче право надано всім громадянам, що досягли 18 років (за винятком осіб, визнаних судом недієздатними).
- Пасивне виборче право — право громадянина бути обраним[4].